# Dia de Ceuta
O Dia de Ceuta (em castelhano: Día de Ceuta), comemorado em Ceuta em 2 de setembro, é um feriado que marca a data em que Pedro de Meneses, 1.º Conde de Vila Real, se tornou o primeiro governador de Ceuta pelo rei João I de Portugal, após a conquista de Ceuta.

## Lenda
Enquanto João I de Portugal estava investigando os governadores, depois de Conquista de Ceuta em 2 de setembro de 1415 (comemorado no Dia de Ceuta) o jovem Pedro estava por perto, jogando distraidamente choca (uma espécie de hóquei medieval) com um taco de zambujeiro ou Aleo (oliveira silvestre). o jovem Pedro de Menezes deu um passo à frente e se aproximou do rei com seu taco de jogo (aleo) na mão e lhe disse que, com apenas esse taco, ele poderia defender Ceuta de todo o poder do Marrocos. Como resultado dessa história, todos os futuros governadores portugueses de Ceuta receberiam um zambujeiro como símbolo de seu cargo após a investidura. O aleo usado por Pedro é mantido na Igreja de Santa María de África em Ceuta, a estátua de Maria segura o aleo.
'Aleu' ou 'aleo' podem ser vistos no brasão de armas de Alcoutim e Vila Real, onde os descendentes de Pedro foram feitos conde de Alcoutim ou conde de Vila Real, respectivamente.

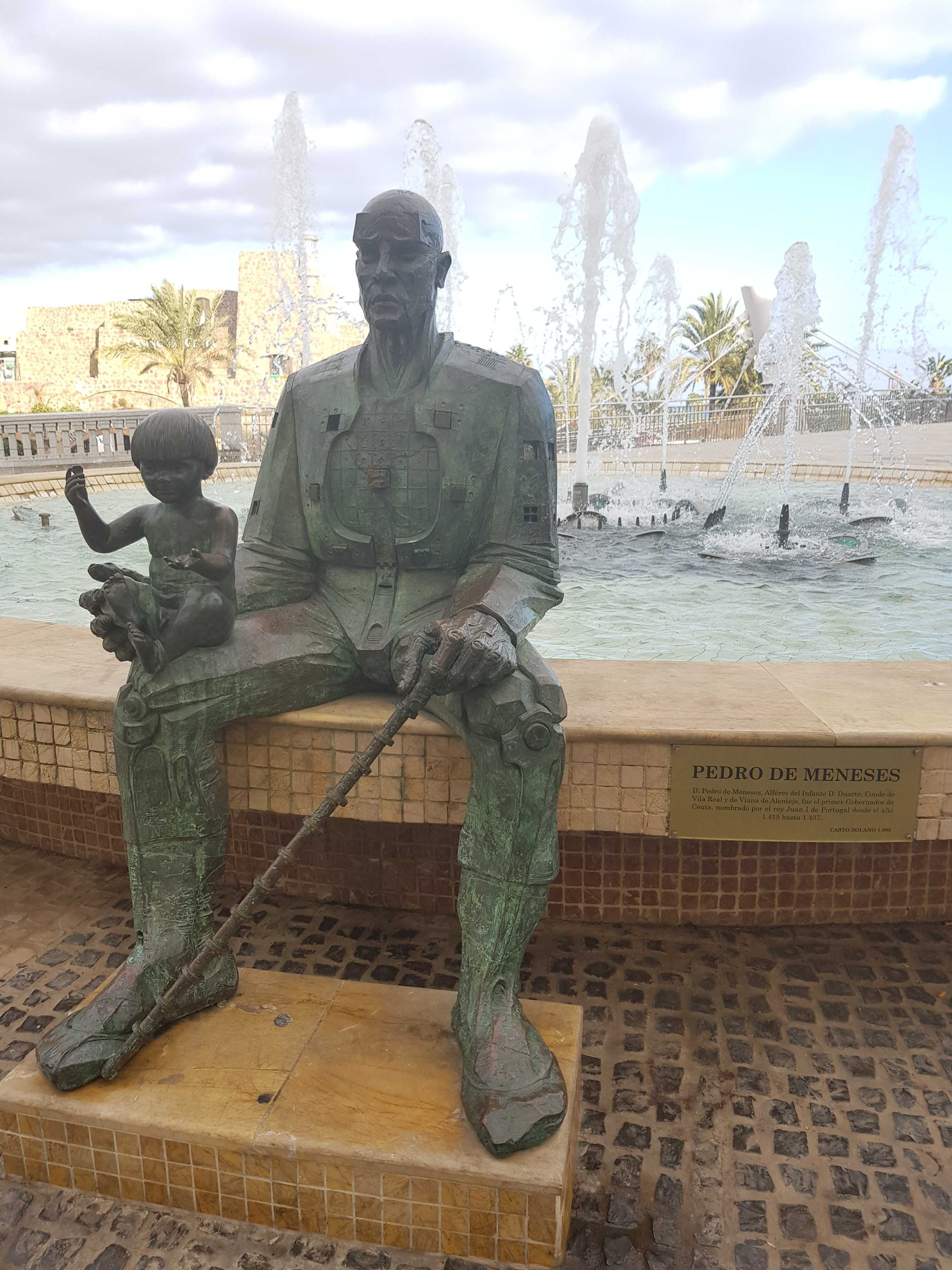
A escultura de Pedro de Meneses em Ceuta

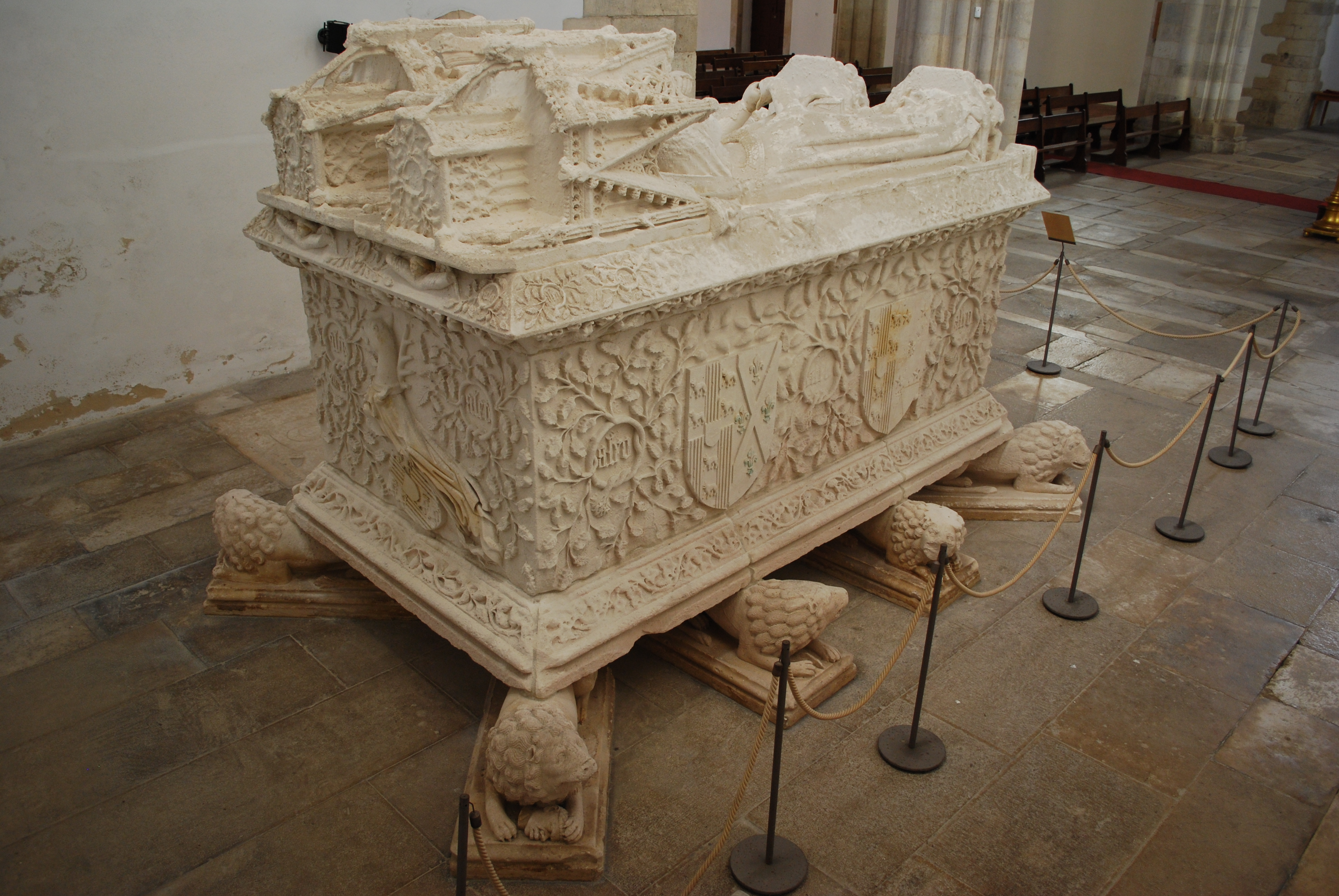
Tumba de Pedro de Menezes, Igreja da Graça (Santarém), Portugal